# نفروپویدیا
نفروپویدیا یک بالاتیره از سخت‌پوستان ده‌پا است. این گروه شامل شاه‌میگوهای واقعی در نفروپیدا (از جمله خرچنگ‌های نادر تاوماستوکلید) و سه خانواده فسیلی آنها است: Chilenophoberidae ، Protastacidae و Stenochiridae .  نزدیکترین خویشاوندان آنها شاه‌میگوی آب‌سنگ یا خرچنگ‌های صخره‌ای هستند.

## مراجع
1. ↑  سامی دو گراو; اِن. دین پِنت شِف; شِین تی. آیونگ (2009). "A classification of living and fossil genera of decapod crustaceans" (PDF). Raffles Bulletin of Zoology. Suppl. 21: 1–109. Archived from the original (PDF) on August 5, 2012. {{cite journal}}: Invalid |display-authors=دیگران (help)